# Spirifer
Spirifer Sowerby, 1818 è un genere di brachiopodi estinti, vissuti tra l'Ordoviciano superiore (Katiano, circa 449 milioni di anni fa) e il Triassico medio (Ladinico, circa 232 milioni di anni fa); i suoi resti fossili si rinvengono in tutto il mondo.

## Descrizione
Questo animale possedeva una conchiglia allungata trasversalmente, a volte caratterizzata dalla presenza di una piega mediana e di un seno. Il margine cardinale era dritto, e solitamente rappresentava il massimo diametro della conchiglia, caratterizzata da terminazioni cardinali alate, acuminate o arrotondate. La superficie esterna presentava granulazioni, strie e coste di diverse forme a seconda delle specie, che nella zona corrispondente al solco mediano e della piega potevano anche non essere presenti. Le striature erano attraversate da linee concentriche di accrescimento, che potevano presentarsi anche sotto forma di lamelle o addirittura spine. La valva peduncolare possedeva un umbone prominente rispetto alla linea cardinale, e l'apice era di forme differenti a seconda delle specie. L'area cardinale era piatta o poco incurvata, dotata di strie trasversali. L'articolazione avveniva tramite un dente alle estremità marginali del deltirio, di forma triangolare. Le piastre dentali erano corte, mentre la valva brachiale presentava un umbone poco marcato. Il processo cardinale era trasverso e le crura erano dritte, lunghe e divergenti.

## Paleobiologia
Spirifer e le forme affini erano generalmente animali sessili e bentonici, fissati grazie a un peduncolo su sedimenti per lo più mobili. Molto spesso gli spiriferidi si rinvengono in depositi di ambienti di acque calme, temperate o calde.

## Tassonomia
Questo genere di brachiopodi ha una diffusione mondiale, ed è stato rinvenuto in moltissimi giacimenti in tutti i continenti. Vi sono state ascritte numerosissime specie, molte delle quali sono poi state riassegnate ad altri generi simili (tra cui Spiriferina, Cyrtospirifer, Neospirifer, Euryspirifer, Paraspirifer); molte di queste specie sono eccezionali fossili guida, poiché hanno un'ampia distribuzione geografica ma una brevissima distribuzione stratigrafica. Gli spiriferidi fanno parte del grande gruppo di brachiopodi noti come Articulata.

### Specie
Sono state descritte le seguenti specie:
- Spirifer acutiplicatus
- Spirifer albertensis
- Spirifer bambadhurensis
- Spirifer baschkirica
- Spirifer battus
- Spirifer bistritzae
- Spirifer bisulcatus
- Spirifer brandis
- Spirifer byrangi
- Spirifer cascadensis
- Spirifer centronatus
- Spirifer concentricus
- Spirifer crebristria
- Spirifer dichotomus
- Spirifer distefanii
- Spirifer dvinaensis
- Spirifer enderlei
- Spirifer engelgardthi
- Spirifer fayettevillensis
- Spirifer holodnensis
- Spirifer incertus
- Spirifer jilinensis
- Spirifer liangchowensis
- Spirifer lirellus
- Spirifer malistanensis
- Spirifer octoplicatus
- Spirifer opimus
- Spirifer pentagonoides
- Spirifer pentlandi
- Spirifer piassinaensis
- Spirifer postventricosus
- Spirifer pseudotasmaniensis
- Spirifer rakuszi
- Spirifer rariplectus
- Spirifer rockymontanus
- Spirifer schellwieni
- Spirifer siculus
- Spirifer spitiensis
- Spirifer spurius
- Spirifer subgrandiformis
- Spirifer subtrigonalis
- Spirifer supracarbonicus
- Spirifer supramosquensis
- Spirifer tareiaensis
- Spirifer undata
- Spirifer uralicus